# Cotyledon velutina
Cotyledon velutina là một loài thực vật có hoa trong họ Crassulaceae. Loài này được Hook.f. miêu tả khoa học đầu tiên năm 1866.